# Чемпионат Норвегии по кёрлингу среди смешанных пар
Чемпионат Норвегии по кёрлингу среди смешанных пар (норв. Norgesmesterskap for Mixed Double; NM Mixed Double) — ежегодное соревнование норвежских смешанных пар (в команде один мужчина и одна женщина; англ. mixed doubles curling) по кёрлингу. Проводится с ?? года. Организатором является Ассоциация кёрлинга Норвегии (норв. Norges Curlingforbund).
Победитель чемпионата получает право до следующего чемпионата представлять Норвегию на международной арене как смешанная парная сборная Норвегии.

## Годы и команды-призёры
| Год        | Город                                  | Золото                                 | Золото                                 | Серебро                                | Серебро                                | Бронза                                 | Бронза                                 | Место, занятое на чемпионате мира      |
| Год        | Город                                  | Кёрлинг-клуб, город                    | Состав команды                         | Кёрлинг-клуб, город                    | Состав команды                         | Кёрлинг-клуб, город                    | Состав команды                         | Место, занятое на чемпионате мира      |
| 2017       | Осло                                   | Oslo CK - Oppdal CK                    | Кристин Скаслиен, Магнус Недреготтен   | Snarøen CK (Осло)                      | Марианне Рёрвик, Торгер Нергор         | Oslo CK - Oppdal CK                    | Юлие Мольнар, Стеффен Вальстад         | 5                                      |
| 2018       | Оппдал                                 | Jar CK                                 | Майя Рамсфьелл, Магнус Рамсфьелл       | Stavanger CK - Oppdal CK               | Пиа Трульсен, Стеффен Вальстад         | Oppdal CK (Оппдал)                     | Эйрин Месло, Ingebrigt Bjørnstad       | 11                                     |
| 2019       | Jar                                    | Осло - Оппдал                          | Кристин Скаслиен, Магнус Недреготтен   | Snarøen CC (Осло)                      | Марианне Рёрвик, Торгер Нергор         | Лиллехаммер - Jar                      | Майя Рамсфьелл, Магнус Рамсфьелл       | 9                                      |
| 2020       | Лиллехаммер                            |                                        | Майя Рамсфьелл, Магнус Рамсфьелл       |                                        | Марианне Рёрвик, Торгер Нергор         |                                        | Мартине Рённинг, Матиас Бранден        |                                        |
| 2021, 2022 | не проводились из-за пандемии COVID-19 | не проводились из-за пандемии COVID-19 | не проводились из-за пандемии COVID-19 | не проводились из-за пандемии COVID-19 | не проводились из-за пандемии COVID-19 | не проводились из-за пандемии COVID-19 | не проводились из-за пандемии COVID-19 | не проводились из-за пандемии COVID-19 |
| 2023       | Хёугесунн                              |                                        | Мартине Рённинг, Матиас Бранден        |                                        | Майя Рамсфьелл, Магнус Рамсфьелл       |                                        | Ингвиль Скага, Nicolai Sommervold      | 3                                      |
| 2024       | Лиллехаммер                            |                                        | Кристин Скаслиен, Магнус Недреготтен   |                                        | Мартине Рённинг, Матиас Бранден        |                                        | Майя Рамсфьелл, Магнус Рамсфьелл       | 3                                      |
| 2025       | Лиллехаммер                            |                                        | Кристин Скаслиен, Магнус Недреготтен   |                                        | Nora Østgård, Eskil Eriksen            |                                        | Мартине Рённинг, Матиас Бранден        | ...                                    |

(составы, а также позиции серебряных и бронзовых призёров будут постепенно пополняться с сайта Ассоциации кёрлинга Норвегии (curling.no), из других источников и из веб-архива; если по ранним годам узнать призёров не будет возможности, таблица будет разбита на две: вверху — только чемпионы тех ранних лет, ниже — эта, по годам, где известны хотя бы серебряные призёры)